# Alarilla
Alarilla – gmina w Hiszpanii, w prowincji Guadalajara, w Kastylii-La Mancha, o powierzchni 22,14 km². W 2011 roku gmina liczyła 123 mieszkańców.